# Линдендорф
Линдендорф (нем. Lindendorf) — община в Германии, в земле Бранденбург.
Входит в состав района Меркиш-Одерланд. Подчиняется управлению Зелов-Ланд. Население составляет 1459 человек (на 31 декабря 2010 года). Занимает площадь 40,13 км².
Коммуна подразделяется на 4 сельских округа.
| Год  | Население |
| ---- | --------- |
| 2005 | 1577      |
| 2010 | 1483      |